# Hydrologické pořadí v Česku
V Česku je hydrologické pořadí – tedy identifikace vodních toků podle příslušností k povodím – stanoven vyhláškou Ministerstva zemědělství č. 393/2010 Sb., o oblastech povodí. Osmimístné číslo je sestaveno do čtyř skupin (X-XX-XX-XXX):
1. jednomístné číslo určuje hlavní povodí (I. řádu), tj. povodí hlavního toku
2. dvoumístné číslo určuje dílčí povodí hlavního toku (II. řádu)
3. další dvoumístné číslo určuje základní povodí (III. řádu)
4. trojčíslí určuje povodí IV. řádu

## Hlavní povodí
(tj. vodní tok I. řádu, který ústí do moře):
- 1 – Labe
- 2 – Odra
- 4 – Dunaj

Číslo 3 je vynecháno, neboť hydrologické pořadí se vytvářelo již za existence Československa. Tehdy bylo č. 3 přiděleno Visle, jejíž přítoky (Dunajec a Poprad) však tečou pouze na území Slovenska.